# Banque Bruxelles Lambert
Pour les articles homonymes, voir BBL.
La Banque Bruxelles Lambert (BBL) était une banque belge issue de la fusion, en 1975, de la Banque de Bruxelles et de la Banque Lambert. Elle est rachetée fin 1997- début 1998, par le groupe ING.
Ce qui avait été prévu comme une absorption de la Banque Lambert par la Banque de Bruxelles, fut en fait une fusion dans laquelle la Banque Lambert (dirigée par le baron Léon Lambert) occupe une position de force. La valeur de la Banque de Bruxelles est entamée en 1974 par une perte de plusieurs milliards de francs belges, à la suite d'une position prise par l'un de ses traders en 1973 et qui avait mal tourné.
En 1996, La BBL tente de fusionner avec la Générale de banque, mais ING s'y oppose et rachète la BBL l'année suivante.
Son siège social (aujourd'hui propriété du groupe ING) se situait au numéro 24 de l'avenue Marnix. Élément majeur du modernisme en Belgique, l'édifice est l’œuvre de l'architecte américain Gordon Bunshaft (1965).
Le nom BBL disparaît en 2003 au profit d'ING.

## Agence de voyage
La Banque Bruxelles Lambert était également active dans le secteur du voyage. À partir de 1978, la chaîne compte 22 agences, implantées à Bruxelles (Place Royale 6 et Anspachlaan 2), Etterbeek (Rue de la Loi 219) et Ixelles (Marnix 24), Aalst (Hopmarkt 5), Anvers (Lange Gasthuisstraat 10), Arlon (Rue des Capucins 1), Bruges (Markt 18-19), Charleroi (Place Albert 1er 30), Eupen (Rue de Verviers 1), Gand (Korenmarkt 33), Hasselt (Maagdendries 1), Courtrai (Rijselsestraat 5), La Louvière(Rue Albert 1er 17), Louvain (Bondgenotenlaan 25), Liège (Rue G.Clémenceau 9), Louvain-la-Neuve (Grand-Rue 66), Mons (Rue de la Coupe 5), Namur (Square Léopold 2), Tirlemont (Leuvensestraat 29), Tournai (Quai Dumon 3) et Verviers (Place Verte 27).